# Claudia Cardinale

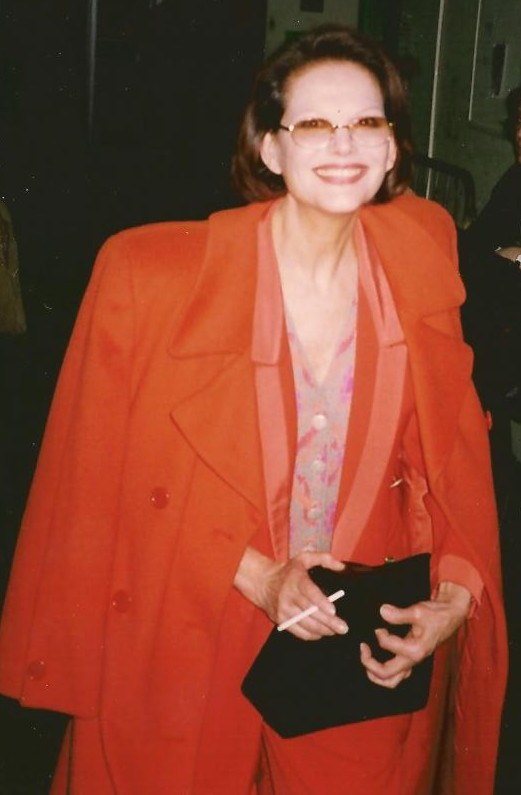
Claudia Cardinale (1995)

Claudia Cardinale (* 15. April 1938 in Tunis, Französisches Protektorat Tunesien; eigentlich Claude Joséphine Rose Cardinale) ist eine italienische Schauspielerin. Sie zählt zu den herausragenden Filmdiven ihres Landes und spielte Haupt- und Nebenrollen in Filmklassikern wie Achteinhalb (1963), Der Leopard (1963) und Spiel mir das Lied vom Tod (1968).
Für ihr Lebenswerk als Darstellerin erhielt Claudia Cardinale diverse Auszeichnungen, darunter eine Reihe von Verdienstorden der Italienischen Republik, sowie zahlreiche Filmpreis wie z. B. den Goldenen Löwe der Filmfestspiele von Venedig (1993), den italienischen David di Donatello (1997), den Goldenen Bären („Ehrenbär“, 2002), der Preis für das Lebenswerk des Locarno Film Festival (2011) und den Globo d’oro für das Lebenswerk (2014).

## Leben und Karriere
Claude Cardinales Mutter war eine Nachfahrin sizilianischer Auswanderer, ihr Vater stammte ebenfalls aus Sizilien. Sie hatte zwei Brüder und eine jüngere Schwester. Ihre Muttersprache ist Sizilianisch; früh lernte sie zudem tunesisches Arabisch und Französisch, die in Tunesien vorherrschenden Sprachen. Hochitalienisch erlernte sie erst seit dem Beginn ihrer Filmkarriere.
Zusammen mit weiteren Schülerinnen des Lycée Paul Cambon trat sie 1955 in einem Kurzfilm in einer Statistenrolle als Fischerin auf. 1957 erhielt sie eine kleine Rolle in dem Spielfilm Goha an der Seite von Omar Sharif und gewann einen Schönheitswettbewerb als „die schönste Italienerin von Tunesien“. Der Preis, eine Reise zu den Filmfestspielen in Venedig, sollte ihr Leben von Grund auf verändern. Auf dem Festival zeigte sie sich in einem von ihrer Mutter genähten Zweiteiler und wurde für eine junge Schauspielerin gehalten. Sie weckte das Interesse zahlreicher Filmemacher. Als „Claudia“ kehrte Claude nach Tunis zurück, wo sie unter anderem von Unitalia Film Rollenangebote bekam, die sie jedoch ablehnte, da sie diese Leute für „völlig verrückt“ hielt, einem „Mädchen ohne jegliche Schauspielausbildung Filmrollen anzubieten“. Die mit der Unabhängigkeit Tunesiens verbundene ungewisse Zukunft der Europäer im Land bewog Cardinales Vater zu der Entscheidung, in die Filmangebote, die seine Tochter bekam, einzuwilligen. Claudia zog nach Rom und begann ein Studium am Centro Sperimentale di Cinematografia. Im selben Jahr lernte sie den italienischen Filmproduzenten Franco Cristaldi kennen, der später ihr Ehemann wurde. Sie spielte zunächst weiterhin kleine Rollen (u. a. in Wind des Südens), bis ihr mit Bel Antonio (1960) und Senilità (1962) der Durchbruch gelang.

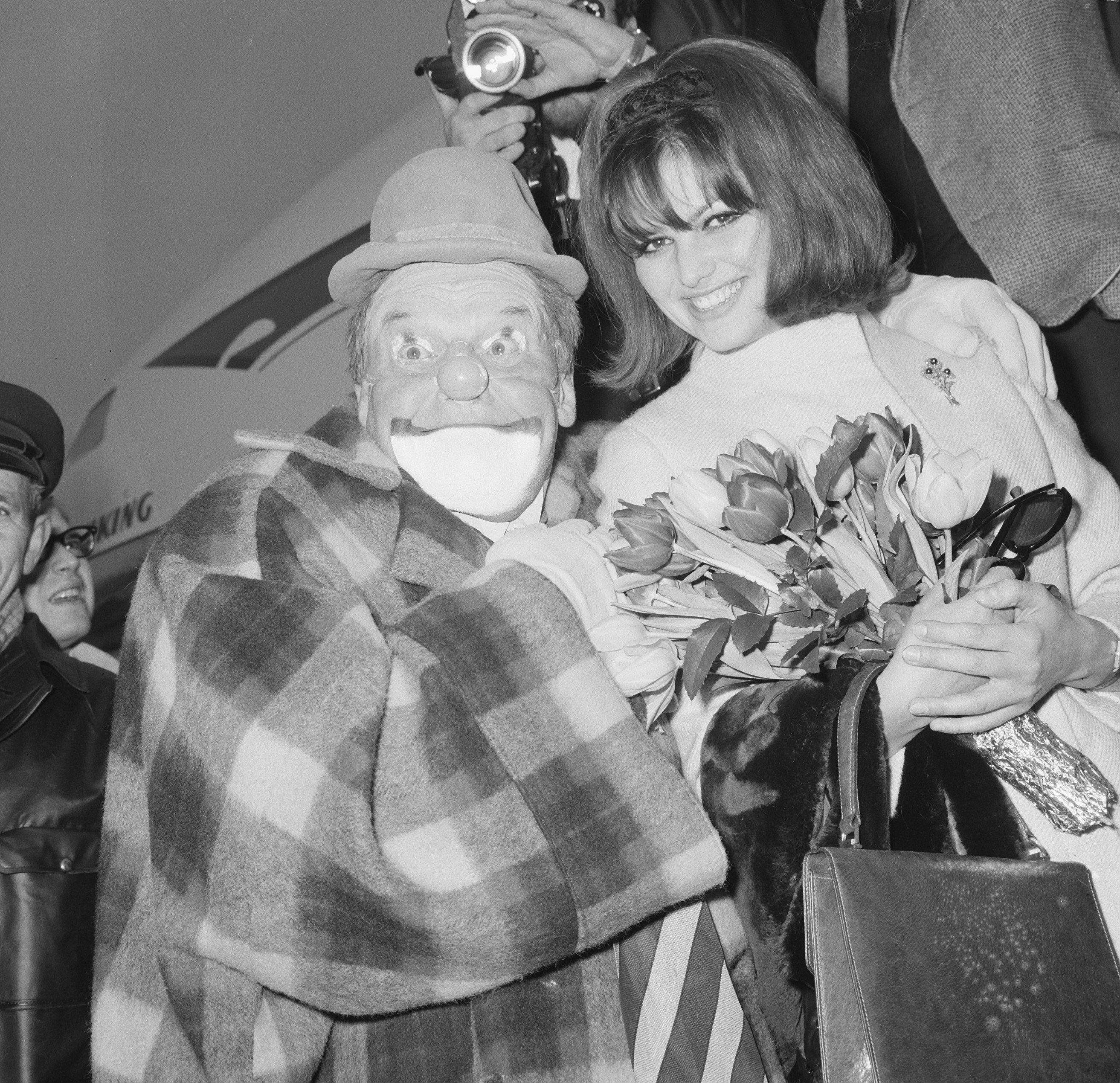
Cardinale in den Niederlanden (1964)

In den 1960er Jahren wurde Cardinale zu den führenden Stars des italienischen Kinos und galt als Exportschlager wie die beiden anderen italienischen Filmdiven dieser Epoche, Sophia Loren und Gina Lollobrigida. 1960 besetzte Luchino Visconti sie in einer Nebenrolle in dem Sozialdrama Rocco und seine Brüder. Im Abenteuerfilm Cartouche, der Bandit (1962) spielte sie die Geliebte des von Jean-Paul Belmondo verkörperten Titelhelden. 1963 trat sie in mehreren Filmen auf, die zu Klassikern der Kinokunst werden sollten: in Achteinhalb, einer Gesellschaftsstudie von Federico Fellini, im Historienepos Der Leopard von Visconti und der Krimikomödie Der rosarote Panther unter der Regie von Blake Edwards. 1964 verbuchte sie mit der Rolle der Toni Alfredo neben John Wayne und Rita Hayworth in dem US-amerikanischen Film Circus-Welt einen internationalen Erfolg.
In Anlehnung an die damals übliche Abkürzung des Namens Brigitte Bardots als BB nannte man Cardinale in den Medien von nun an oft CC. Sie spielte in dieser Zeit fast ausschließlich Hauptrollen, so auch 1968 in Sergio Leones Westernklassiker Spiel mir das Lied vom Tod, der vor allem in Frankreich und Deutschland ein überragender Kassenerfolg wurde.
Obwohl Claudia Cardinale weiterhin regelmäßig als Filmdarstellerin beschäftigt war, konnte sie ab den 1970er Jahren nicht mehr an ihre großen Erfolge anknüpfen. In der Italowestern-Komödie Petroleum-Miezen war sie 1971 noch an der Seite von Brigitte Bardot zu sehen. Im Jahr 1982 spielte sie in Werner Herzogs Fitzcarraldo die Geliebte der von Klaus Kinski verkörperten exzentrischen Titelfigur.
Claudia Cardinale trat auch als Sängerin in Erscheinung und nahm einige Single-Schallplatten auf. Beachtung fanden die Discosongs Love Affair (1977) und Sun … I Love You (1978), die auch in Deutschland veröffentlicht wurden.
Im Jahr 1984 wurde Claudia Cardinale bei den Internationalen Filmfestspielen von Venedig mit dem Pasinetti-Preis für den Film Claretta ausgezeichnet. 1993 wurde ihr Lebenswerk mit einem Goldenen Löwen honoriert. Auf der Berlinale 2002 erhielt Cardinale den Goldenen Ehrenbären für ihr Lebenswerk.
Unter dem Titel Mes étoiles (deutscher Titel: Mein Paradies) veröffentlichte sie 2005 ihre Memoiren. 2017 war Cardinale auf dem offiziellen Plakat der 70. Internationalen Filmfestspiele von Cannes als Ikone des europäischen Kinos abgebildet. 2018 schmückte ein Bild aus ihren Anfangsjahren ein Plakat des Filmpodiums Zürich, das ihr eine Filmreihe widmete.

## Privatleben
Von 1966 bis 1975 war Cardinale mit dem italienischen Filmproduzenten Franco Cristaldi verheiratet; zuvor war er wegen der italienischen Gesetze, die die Scheidung nicht erlaubten, ihr heimlicher Geliebter. 1974 lernte sie bei den Dreharbeiten zu Die Rache der Camorra den Regisseur und Filmproduzenten Pasquale Squitieri kennen, der für seine Italowestern und seine sozialkritischen Filme bekannt wurde. Sie lebte mit ihm von 1975 bis 1999; aus dieser Verbindung stammt ihre Tochter Claudia.
Ihr bis 1967 geheim gehaltener Sohn Patrick (früher Patrizio) (* 19. Oktober 1958), heute Schmuckdesigner in New York, entstammt einer Liaison mit einem älteren Mann in Tunis; ihren Memoiren zufolge handelte es sich um eine Vergewaltigung. Ihre Schwangerschaft konnte sie auch bei allen Dreharbeiten im Jahr 1958 unbemerkt halten, Patrick wuchs bis zur Adoption durch Cristaldi bei ihrer nach Rom nachgekommenen Familie auf und wurde als ihr kleiner Bruder ausgegeben.
Seit 2023 lebt Claudia Cardinale zusammen mit Tochter Claudia und Sohn Patrick auf einem Anwesen in Fontainebleau, nachdem sie zuvor rund 30 Jahre in einem Pariser Apartment residiert hatte.

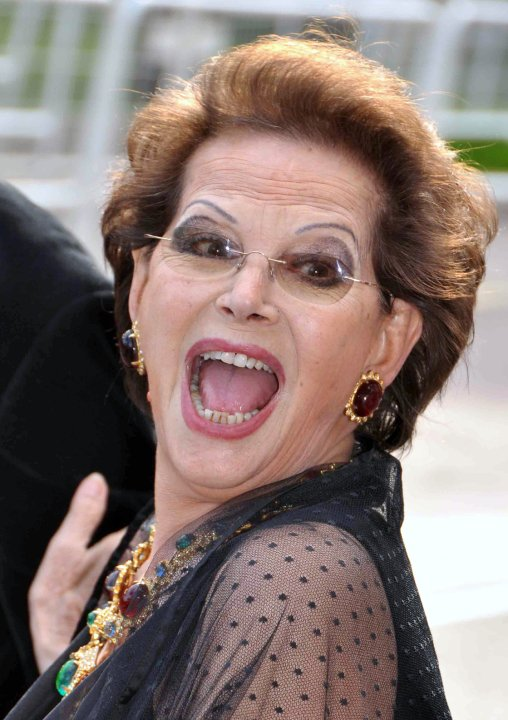
Cardinale 2010 bei den 63. Filmfestspielen von Cannes

## Filmografie (Auswahl)
- 1958: Goha
- 1958: Diebe haben’s schwer (I soliti ignoti)
- 1958: Drei Ausländerinnen in Rom (Tre straniere a Roma)
- 1959: Die erste Nacht (La prima notte)
- 1959: Treppauf – Treppab (Upstairs and Downstairs)
- 1959: Menschen, die im Schatten stehen (Il magistrato)
- 1959: Unter glatter Haut (Un maledetto imbroglio)
- 1959: Diebe sind auch Menschen (Audace colpo dei soliti ignoti)
- 1959: Goldene Ketten (Anneaux d’or) (Kurzfilm)
- 1960: Austerlitz – Glanz einer Kaiserkrone (Austerlitz)
- 1960: Bel Antonio (Il bell’Antonio)
- 1960: Gefährliche Nächte (I delfini)
- 1960: Das Haus in der Via Roma (La viaccia)
- 1960: Rocco und seine Brüder (Rocco e i suoi fratelli)
- 1960: Wind des Südens (Vento del sud)
- 1961: Das Mädchen mit dem leichten Gepäck (La ragazza con la valigia)
- 1961: Vor Salonlöwen wird gewarnt (Les lions sont lâchés)
- 1962: Hörig (Senilità)
- 1962: Cartouche, der Bandit (Cartouche)
- 1963: Achteinhalb (8½)
- 1963: Der Leopard (Il gattopardo)
- 1963: Der rosarote Panther (The Pink Panther)
- 1963: Zwei Tage und zwei Nächte (La ragazza di Bube)
- 1964: Circus-Welt (Circus World)
- 1964: Die Gleichgültigen (Gli indifferenti)
- 1964: Cocü (Il magnifico cornuto)
- 1965: Sandra – Die Triebhafte (Vaghe stelle dell’Orsa …)
- 1965: New York Expreß (Blindfold)
- 1966: Sie fürchten weder Tod noch Teufel (Lost Command)
- 1966: Die gefürchteten Vier (The Professionals)
- 1966: Die Gespielinnen (Le fate) (Segment: Fata Armenia)
- 1966: Eine Rose für alle (Una rosa per tutti)
- 1967: Die nackten Tatsachen (Don’t Make Waves)
- 1968: Der Tag der Eule (Il giorno della civetta)
- 1968: Die mit den Wölfen heulen (The Hell with Heroes)
- 1968: Ein feines Pärchen (Ruba al prossimo tuo)
- 1968: Spiel mir das Lied vom Tod (C’era una volta il West)
- 1969: Im Jahre des Herrn (Nell’anno del signore)
- 1969: Die Freundin war immer dabei (Certo, certissimo, anzi … probabile)
- 1969: Das rote Zelt (Krasnaya palatka)
- 1970: Die Gräfin und ihr Oberst (The Adventures of Gerard)
- 1971: Die Hölle am Ende der Welt (Popsy Pop)
- 1971: Die Audienz (L’udienza)
- 1971: Petroleum-Miezen (Les Pétroleuses)
- 1971: Bello onesto emigrato Australia sposerebbe compaesana illibata
- 1972: Der Mann aus Marseille (La Scoumoune)
- 1973: Russischer Sommer (Un uomo)
- 1974: Die Rache der Camorra (I guappi)
- 1974: Gewalt und Leidenschaft (Gruppo di famiglia in un interno)
- 1975: Eine Laus im Pelz (A mezzanotte va la ronda del piacere)
- 1975: Libera, amore mio!
- 1975: Lucky Girls (Qui comincia l’avventura)
- 1976: Il comune senso del pudore
- 1977: Der eiserne Präfekt (Il prefetto di ferro)
- 1977: Jesus von Nazareth (Gesu di Nazareth) (Fernseh-Miniserie)
- 1978: Goodbye und Amen (Goodbye & Amen)
- 1978: Das gefährliche Spiel von Ehrgeiz und Liebe (La part du feu)
- 1978: Das kleine Mädchen aus blauem Samt (La petite fille en velours bleu)
- 1978: Der Aufstieg des Paten (Corleone)
- 1979: The Gun (L’arma)
- 1979: Flucht nach Athena (Escape to Athena)
- 1981: Die Haut (La pelle)
- 1981: Kennwort – Salamander (The Salamander)
- 1982: Fitzcarraldo
- 1982: Ein pikantes Geschenk (Le cadeau)
- 1983: Der Rammbock (Le Ruffian)
- 1985: Heinrich IV. (Enrico IV)
- 1984: Claretta
- 1985: Die Familienpyramide (L’été prochain)
- 1985: La donna delle meraviglie
- 1986: La storia (Fernseh-Miniserie)
- 1987: Leidenschaftliche Begegnung – A Man in Love (Un homme amoureux)
- 1989: Die Französische Revolution (La Révolution française)
- 1989: Winter 54 (Hiver 54 – l’Abbé Pierre)
- 1990: Eine Mutter (Atto di dolore)
- 1991: Mayrig – Heimat in der Fremde (Mayrig)
- 1992: Mayrig – Die Straße zum Paradies (588 rue Paradis)
- 1993: Mayrig (Fernseh-Miniserie)
- 1993: Der Sohn des rosaroten Panthers (Son of the Pink Panther)
- 1994: Frauen denken nur an eines (Elles ne pensent qu’à ça)
- 1996: Ein Sommer in La Goulette (Un été à La Goulette)
- 1996–1997: Nostromo – Der Schatz in den Bergen (Nostromo) (Fernseh-Miniserie)
- 1997: Prinzessin Amina (Deserto di fuoco) (Fernseh-Miniserie)
- 1997: Stupor mundi
- 1997: Sous les pieds des femmes
- 1998: Mia, Liebe meines Lebens (Fernseh-Miniserie)
- 1998: Riches, belles et cruelles
- 1999: Li chiamarono … briganti!
- 2002: And Now … Ladies & Gentlemen
- 2005: Le démon de midi
- 2007: Cherche fiancé tous frais payés
- 2009: Le Fil – Die Spur unserer Sehnsucht (Le fil)
- 2010: Das Mädchen von gegenüber (Un balcon sur la mer)
- 2011: Father
- 2012: O Gebo e a Sombra
- 2012: Das Mädchen und der Künstler (El artista y la modelo)
- 2013: Joy de V.
- 2014: Der stille Berg (The Silent Mountain)
- 2014: Ultima fermata
- 2014: Effie Gray
- 2015: Traummann im zweiten Anlauf (All Roads Lead to Rome)
- 2015: Twice Upon a Time in the West
- 2017: Nobili bugie
- 2017: Rudy Valentino
- 2020: Bulle (Fernseh-Serie, sechs Folgen)
- 2020: Banden von Marseille (Bronx) (Fernseh-Film)

## Auszeichnungen (Auswahl)

### Verdienstorden

#### Verdienstorden der Italienischen Republik
- 1995: Komtur; Commendatore dell’Ordine al Merito della Repubblica Italiana[10]
- 2002: Großoffizier; Grande Ufficiale dell’Ordine al Merito della Repubblica Italiana[11]
- 2018: Großkreuz; Cavaliere di Gran Croce dell’Ordine al Merito della Repubblica Italiana[12]

#### Französische Ehrenlegion
- 2008: Komtur; Commandeur de la Légion d’honneur[13]
- 2019: Großoffizier; Grand officier de la Légion d’honneur[13]

### Film- und Ehrenpreise
David di Donatello:
- 1961: Spezialpreis für Das Mädchen mit dem leichten Gepäck
- 1968: Beste Hauptdarstellerin für Der Tag der Eule
- 1972: Beste Hauptdarstellerin für Bello onesto emigrato Australia sposerebbe compaesana illibata
- 1988: Alitalia-Preis
- 1997: Spezialpreis für das Lebenswerk

Nastro d’Argento:

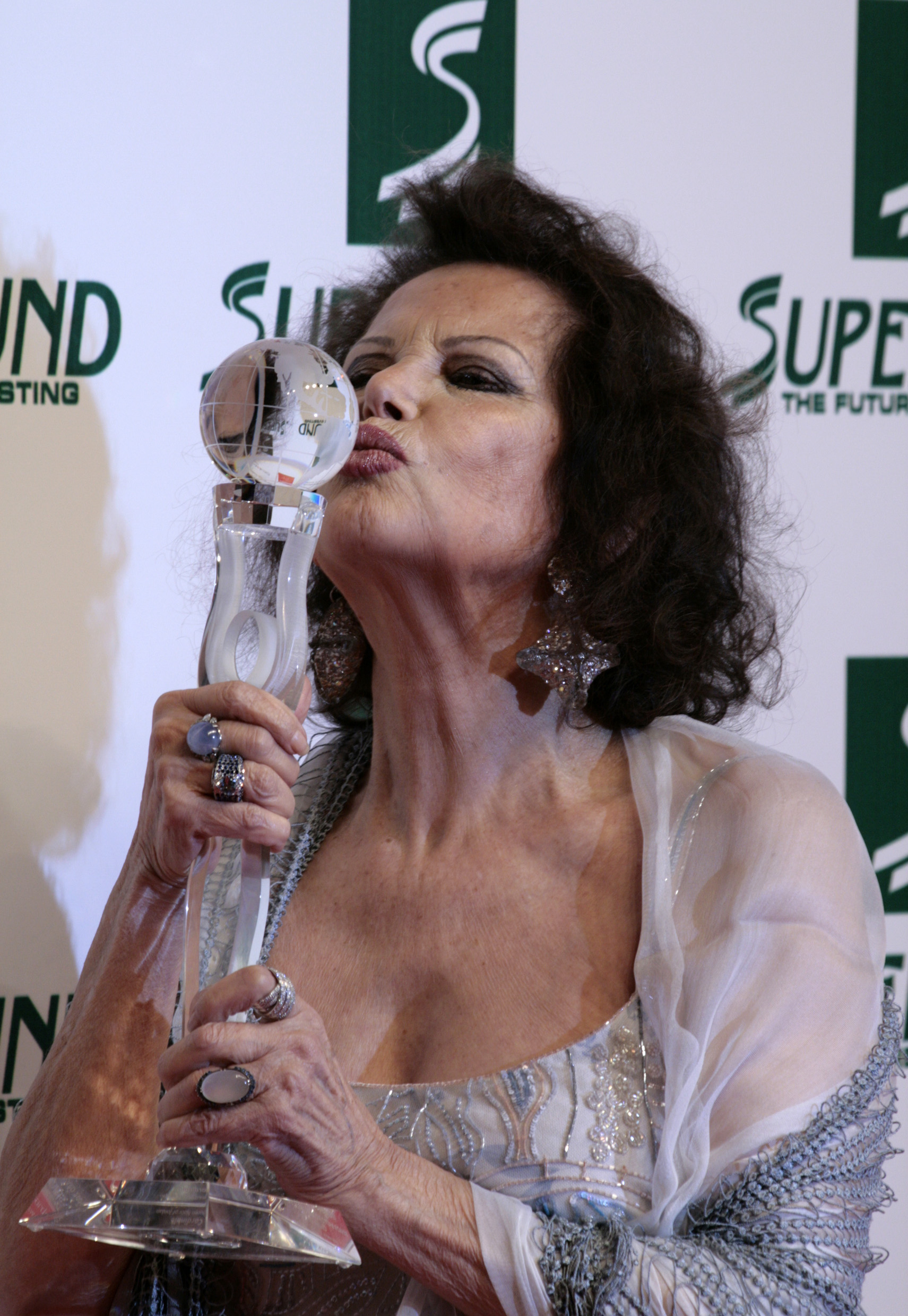
Cardinale bei den Women’s World Awards 2009 in Wien

- 1965: Beste Hauptdarstellerin für Zwei Tage und zwei Nächte
- 1982: Beste Nebendarstellerin für Die Haut
- 1985: Beste Hauptdarstellerin für Claretta
- 2000: Preis für ihren internationalen Erfolg

Weitere:
- 1984: Pasinetti-Preis in der Kategorie Beste Darstellerin bei den Internationalen Filmfestspielen von Venedig für Claretta
- 1990: Preis des Montreal World Film Festival für ihre Leistungen im Kino
- 1993: Goldener Löwe für das Lebenswerk bei den Internationalen Filmfestspielen von Venedig
- 2002: Goldener Ehrenbär für das Lebenswerk bei den Internationalen Filmfestspielen Berlin[1]
- 2003: Darstellerpreis des Filmfests Ludwigsburg
- 2008: Steiger Award in der Kategorie Charity
- 2009: Transilvania International Film Festival, Ehrenpreis für das Lebenswerk
- 2009: Grand-cordon de l’Ordre national du Mérite (Großes Band des tunesischen Verdienstordens)[14]
- 2009: Benazir Bhutto World Tolerance Award der Women’s World Awards
- 2010: Yerevan International Film Festival; „Goldene Aprikose“ Ehrenpreis für das Lebenswerk
- 2001: Locarno Film Festival; Preis für das Lebenswerk
- 2012: Deutscher Nachhaltigkeitspreis Ehrenpreis für soziales und ökologisches Engagement
- 2013: Ehrenpreis der Prix Lumières für ihr Lebenswerk
- 2018: Almería Western Film Festival; „Tabernas de Cine“, für ihr Lebenswerk
- 2022: Europäischer Kulturpreis für ihr Lebenswerk

## Dokumentation
- Claudia Cardinale, die italienische Filmdiva. Regie: Emmanuelle Nobecourt, ARTE F, Frankreich, 52 Minuten, 2019